# Thyrocopa kea
Thyrocopa kea là một loài bướm đêm thuộc họ Oecophoridae. Nó là loài đặc hữu của Kauai.
Chiều dài cánh trước là 12–20 mm. Con trưởng thành bay ít nhất từ tháng 3 đến tháng 11. 